# ساتوشی توکیوا
ساتوشی توکیوا (انگلیسی: Satoshi Tokiwa؛ زادهٔ ۱۴ مهٔ ۱۹۸۷) بازیکن فوتبال اهل ژاپن است.
از باشگاه‌هایی که در آن بازی کرده‌است می‌توان به باشگاه فوتبال توکیو وردی اشاره کرد.